# Fermín Francisco de Carvajal Vargas y Alarcón, Duque de San Carlos
Fermín Francisco de Carvajal Vargas y Alarcón, Duque de San Carlos (Quirihue, 16 de setembro de 1722 – Madri, 22 de janeiro de 1797), foi um nobre espanhol, primeiro Duque de San Carlos e nono e último correo mayor das Índias.

## Sua família
Fermín veio de uma das linhagens mais poderosas do sul do Chile; ele era o filho legítimo de Don Luis de Carvajal-Vargas y Roa, vereador do cabildo de Concepción, e de Doña Luisa de Alarcón Cortés de Monroy y Riquelme de la Barrera.
Ao longo dos anos, os Carvajales obtiveram uma série de títulos de nobreza, alguns por méritos pessoais, outros por compensação. A influência que exerceram foi de magnitude significativa; No entanto, hoje, sua memória desapareceu quase completamente.

## Carreira política e militar
Alguns anos antes do documento que seu padrasto produziu, padre Fermín foi enviado ao Peru para iniciar sua instrução. Lá ele teve contato com seus parentes, que o persuadiram a se casar com uma garota de excelente status social e pertencente à aristocracia colonial. Casou-se na catedral de Lima, em 11 de junho de 1741, com sua prima Joaquina María Magdalena Brun y Carvajal, natural daquela cidade, filha do Dr. Tomás Brun y Normante e Dona Catalina Isidora de Carvajal y Hurtado de Quesada.
Este casamento não poderia ter sido mais vantajoso para Don Fermín: Don Tomás Brun detinha o título de Marquês de Castelfuerte e ocupava o cargo de prefeito da corte da audiência real de Lima; Dona Catalina Isidora de Carvajal possuía três títulos de nobreza (marquesa de Monterrico, quarta condessa de Puerto e terceira condessa de Castillejo) e era padroeira da Província Franciscana dos Doze Apóstolos (Peru).
Eleito prefeito ordinário de Lima (1750), lutou a campanha contra os índios revoltosos nas montanhas de Huarochirí, como capitão de cavalaria e sob as ordens de Melchor Malo de Molina y Espínola.
Viajou depois para a península, onde foi confirmado no posto de Mensageiro-Mor das Índias (2 de julho de 1755), promovido a coronel e investido do hábito de cavaleiro da Ordem de Santiago (1757). Em seu retorno a Lima (1759), exerceu o patrocínio da província franciscana e foi nomeado membro do Tribunal do Santo Ofício, e desfrutou das receitas de sua encomienda. Ele viajou novamente para a Espanha (1768) e renunciou ao cargo de Correo Mayor e seus benefícios; mas, como compensação, obteve de Carlos III o reconhecimento de uma renda anual de 14 000 pesos. Ele retornou a Lima depois de um ano e recebeu as mais altas distinções da época: promoção a comandante dos exércitos reais (1771); grandez da Espanha de primeira classe (2 de abril de 1780) e concedendo o título de Duque de San Carlos, promoção a marechal de campo e promoção à alta classe de tenente-general.